# 中华人民共和国中央军事委员会主席
中华人民共和国中央军事委员会主席，簡稱国家军委主席，是中华人民共和国中央军事委员会负责人。对中华人民共和国武装力量发布命令、公布军事法规、颁发勋章奖章纪念章时，均以中华人民共和国中央军事委员会主席名义执行，但晋升中国人民解放军将领则以中共中央军委主席名义发布。国家军事委员会主席也是中华人民共和国国家主要领导人之一。国家中央军委主席由文官担任，依法不得授予军衔。該職務根據1982年的《中華人民共和國憲法》設立，前身為国防委员会主席。中央軍事委員會主席、副主席、委員的連任屆數在憲法並無限制。根据“党指挥枪”原则，这一职位惯例上由中国共产党中央委员会总书记兼任。中国共产党中央军事委员会主席、中华人民共和国中央军事委员会主席合称“中央军委主席”。

## 历史
1982年的第五届全国人大五次会议通过的第四部中华人民共和国宪法规定设立国家中央军事委员会，负责领导全国武装力量。而中国共产党亦设有党中央军事委员会，即“一个机构两块牌子”。因此形式上存在两个中央军事委员会，即中国共产党中央军事委员会和中华人民共和国中央军事委员会，但是两个委员会的最高负责人（又分別稱中共中央军委主席和国家军委主席）和副主席除了过渡时期外均为相同的人选。

## 歷任主席
| 任次 | 肖像 | 姓名   | 所属政党   | 任期始於      | 任期終於      | 备注                           |
| ---- | ---- | ------ | ---------- | ------------- | ------------- | ------------------------------ |
| 1    |      | 邓小平 | 中国共产党 | 1983年6月6日  | 1990年3月21日 | 中共中央军委主席兼任           |
| 2    |      | 江泽民 | 中国共产党 | 1990年4月3日  | 2005年3月8日  | 中共中央军委主席和国家主席兼任 |
| 3    |      | 胡锦涛 | 中国共产党 | 2005年3月13日 | 2013年3月14日 | 中共中央军委主席和国家主席兼任 |
| 4    |      | 习近平 | 中国共产党 | 2013年3月14日 | 现任          | 中共中央军委主席和国家主席兼任 |

## 在世前任主席
截至2025年8月，在世的前任国家中央军委主席有1位：
| 姓名   | 任期                         | 出生日期與年齡 |
| ------ | ---------------------------- | -------------- |
| 胡锦涛 | 2005年3月13日－2013年3月14日 | 1942年12月21日 |

最近去世的一位前任国家中央军委主席是江泽民，他于2022年11月30日在上海去世，享年96岁。